# مامدی برته
مامدی برته (انگلیسی: Mamadi Berthe؛ زادهٔ ۱۷ ژانویهٔ ۱۹۸۳) بازیکن فوتبال اهل فرانسه است.
از باشگاه‌هایی که در آن بازی کرده‌است می‌توان به باشگاه فوتبال کن و باشگاه فوتبال سدان اشاره کرد.